# München-Freiham
München-Freiham (niem. Haltepunkt München-Freiham) – przystanek kolejowy w Monachium, w dzielnicy Freiham, w kraju związkowym Bawaria, w Niemczech. Znajduje się na linii München – Herrsching.
Przygotowując projekty rozbudowany dzielnicy mieszkaniowej we Freiham, rozpoczęto również w 2005 plany budowy stacji S-Bahn. Wraz z rozpoczęciem budowy w 2012 roku, nowy przystanek zbudowano około 1000 metrów na wschód od dawnego dworca kolejowego w München-Freiham. Koszty budowy wyniosły 10,8 mln €. Zostały one podzielone przez Deutsche Bahn, miasto Monachium i Bawarskie Ministerstwo Gospodarki, które wyłożyło 2,3 mln €. Został otwarty w dniu 14 września 2013 roku.
Ma dwa perony o długości 210 m, wyposażone w windy oraz 140 metrowe wiaty. Jest obsługiwany przez linię S-Bahn S-8 z częstotliwością 20 minut. W godzinach szczytu od poniedziałku do czwartku oraz w piątek takt wynosi 10 minut.

## Linie kolejowe
- München – Herrsching